# Antoni Józef Janik
Antoni Józef Janik (ur. 14 czerwca 1892 w Wędryni, zginął w kwietniu 1940 w Katyniu) – działacz plebiscytowy na Śląsku Cieszyńskim, podporucznik rezerwy, kierownik szkoły powszechnej w Rybniku.

## Życiorys
Urodził się 14 czerwca 1892 roku w Wędryni na Śląsku Cieszyńskim (Austro-Węgry) jako syn Jana i Anny z Mitręgów. Był absolwentem polskiego gimnazjum w Cieszynie (1913) i kursów kwalifikacyjnych (1914).  W 1914 roku, z chwilą wybuchu I wojny światowej, został zmobilizowany do służby w armii austriackiej (1914 – 1918). W 1916 roku ukończył kurs w Szkole Oficerów Rezerwy w Opawie. Walczył na froncie rosyjskim i włoskim. Pod koniec wojny awansował do stopnia podporucznika, po czym dowodził kompanią 100 pułku piechoty.
W czasie konfliktu czechosłowacko-polskiego o Śląsk Cieszyński zaangażował się jako działacz plebiscytowy na Śląsku Cieszyńskim. W rejonie Piotrowic, Marklowic i Zebrzydowic sformował oddziały TOW (Tajna Organizacja Wojskowa) i dowodził nimi. Organizował opór przeciw czechizacji Śląska Cieszyńskiego.
Po skończeniu Szkoły Oficerów Rezerwy WP (kurs dla wojsk szturmowych), w dniu 1 kwietnia 1924 otrzymał nominację na podporucznika rezerwy. Został przydzielony do 3 pułku strzelców podhalańskich w Bielsku, od 1925 przeniesiony do 75 pułku piechoty w Królewskiej Hucie.
Po zamieszkaniu w Rybniku został nauczycielem w szkole powszechnej w Jejkowicach, od 1927 aż do wybuchu wojny był kierownikiem Szkoły Powszechnej Nr 1 w Rybniku. Został odznaczony Medalem Niepodległości. Był żonaty z Hildegardą Peter, miał synów Antoniego, Stanisława, Tadeusza i córkę Helenę.
Pierwszego września 1939 roku został zmobilizowany w Pszczynie do służby pomocniczej w charakterze kadry oficerskiej Okręgu Korpusu V w Krakowie.

## Lista Katyńska
Janik Antoni Józef jest wpisany na LW (lista wywózkowa NKWD) z Kozielska 035/3 z kwietnia 1940, poz. 95, nr akt 3617. W Katyniu został zidentyfikowany pod numerem AM 720. Przy zwłokach znaleziono dowód osobisty i fragment różańca z białej masy perłowej z krzyżykiem, który podczas wizji 24 stycznia 1944 jego żona Hildegarda Janik rozpoznała jako własność męża. W notatniku Pawła Brusa, znalezionym w Katyniu, są wzmianki o jego internowaniu: 20 września 1939 w Tarnopolu, w połowie października w Kozielszczynie, w listopadzie 1939 w Kozielsku.